# Spenceria ramalana
Spenceria ramalana – gatunek rośliny z monotypowego rodzaju Spenceria z rodziny różowatych. Występuje w Chinach i Bhutanie. Rośnie na alpejskich łąkach, w górach na stokach skał wapiennych, na wysokościach od 3 do 5 tysięcy metrów n.p.m. Roślina lecznicza.

## Morfologia
PokrójBylina o drewniejącym kłączu okrytym pozostałościami ogonków liściowych. Pęd nadziemny biało owłosiony. Łodyga pojedyncza, prosto wzniesiona, do 35 cm wysokości.
LiścieLiście odziomkowe z jajowatymi przylistkami przyrośniętymi do ogonków liściowych. Nasady ogonków liściowych pochwaste, obejmujące kłącze. Blaszka liściowa nieparzysto pierzasto złożona, listki zwykle naprzeciwległe, rzadko skrętoległe, szeroko eliptyczne do jajowatych.  Liście łodygowe nieliczne z kilkoma listkami trójdzielnymi lub dwu- lub trzykrotnie piłkowanymi.
KwiatyZebrane w luźne grono na szczycie pędu. Przysadki całobrzegie lub trójdzielne. Hypancjum stożkowate, otoczone okrywą z 7 lub 8 listkami. Trwałych działek kielicha jest 5, lancetowatych do równowąskich. Płatków korony także jest 5, koloru złotego do kremowego. Pręcików jest do 30 do 40  w dwóch lub trzech okółkach. Owocolistki zwykle dwa, z zalążnią jajowatocylindryczną, zawierającą pojedynczy zalążek. Szyjka słupka nitkowata, długa, wystająca z hypancjum, zakończona drobnym znamieniem.
OwoceNiełupki kulistawe, pojedyncze, okryte hypancjum.